# Smørøya
Smørøya est une île norvégienne du comté de Hordaland appartenant administrativement à Os.

## Description
Rocheuse et couverte d'arbres, elle s'étend sur environ 306 m de longueur pour une largeur approximative de 211 m. Elle compte une dizaine d'habitations. 